# Piłka nożna w Anglii (1944/1945)
Sezon 1944/1945 był szóstym w historii angielskiej piłki nożnej podczas II wojny światowej.
W latach 1939–1946 rozgrywki piłkarskie w Anglii były zawieszone. Wielu piłkarzy brało udział w wojnie, co osłabiło wiele zespołów. W miejsce angielskich rozgrywek ligowych i pucharowych ustanowiono ligi regionalne. Występy zawodników w tych zawodach nie są brane pod uwagę w oficjalnych zestawieniach.

## Zwycięzcy poszczególnych rozgrywek klubowych w Anglii
| Rozgrywki               | Zwycięzca                                                                 |
| ----------------------- | ------------------------------------------------------------------------- |
| League South            | Tottenham Hotspur                                                         |
| League West             | Lovells Athletic                                                          |
| League North            | Huddersfield Town (First Championship) Derby County (Second Championship) |
| League North Cup        | Derby County                                                              |
| Football League War Cup | Bolton Wanderers (Northern Section) Chelsea (Southern Section)            |